# Andamooka
Andamooka ist ein Ort, der etwa 600 km nördlich von Adelaide im Outback von  South Australia liegt. In Australien gibt es mehrere Opalvorkommen, das bekannte ist  Coober Pedy, das ebenfalls in South Australia liegt.
Opal wurde in Andamooka um 1930 gefunden und dadurch entstand eine Stadt von Opalsuchern. Das Andamooka Opal Fields Post Office wurde ab dem 13. Januar 1947 errichtet und 1990 in Andamooka umbenannt.

## Leben
Das Leben von Andamooka wurde lange Zeit vor allem durch Opalsucher bestimmt. Dies änderte sich als das Kupfer-Uran-Bergwerk Olympic Dam und damit verbunden die Stadt Roxby Downs in den 1980er Jahren aufgebaut wurde, da einige aus Andamooka dort zur Arbeit gehen. Die Straße nach Andamooka wurde in den 1990er Jahren befestigt und eine Wasserleitung von Roxby Downs gelegt, obwohl Andamooka bis heute Wasser aus Zisternen entnimmt oder mit Tankwagen beliefert wird. Nicht mehr viele Menschen leben in den Erdwohnungen und Häusern aus der Zeit der frühen Opalsuche, obwohl die Häuser entlang der Hauptstraße und die Erdwohnungen noch existieren. Die Bewohner von Adamooka leben jetzt in anderen Gebäuden, die im Zuge des Baus und Betriebs von Olympic Dam erstellt wurden.

## Sonstiges
Nach dem Ort wurde der berühmte 203 Gramm schwere Andamooka Opal (auch Oueens Opal) genannt, der dort gefunden wurde. In den 1970er Jahren wurde im Gebiet von Andamooka der Film The Last of the Knucklemen gedreht.